# HBO
Pour les articles homonymes, voir HBO (homonymie), Box office (homonymie) et Homebox (homonymie).
Home Box Office (HBO) est une chaîne de télévision payante américaine axée sur la diffusion de films de cinéma récents et de séries dont certaines sont produites par la chaîne elle-même. Lancée le 8 novembre 1972, HBO fait partie du groupe Warner Bros. Discovery. Elle a plusieurs filiales comme HBO Films et est implantée dans plusieurs pays.
HBO est la toute première chaîne payante au monde dans l'histoire de la télévision, et servira notamment de modèle à Super Écran et First Choice au Canada, Canal+ en France, ainsi que Sky au Royaume-Uni, en créant un modèle de chaîne plaçant le cinéma au cœur de son offre. Elle diffuse également des émissions de satire politique renommées, notamment Last Week Tonight with John Oliver et Real Time with Bill Maher.

## Histoire
La chaîne fut fondée par l'entrepreneur et milliardaire américain Charles Dolan, qui commença sa carrière dans le commerce de postes de télévision, puis en fondant sa propre entreprise spécialisée dans l'installation de réseaux télévisés câblés pour la ville de New York au cours des années 1960. C'est au tout début des années 1970 que lui vient l'idée de créer une nouvelle chaîne de télévision câblée consacrée au cinéma et aux séries utilisant un système de cryptage de l'image et du son. Seul un décodeur fourni aux abonnés et activé par la chaîne permettra l'accès à son contenu, l'abonnement mensuel remplaçant la publicité comme source de revenus, une première mondiale à l'époque. C'est en 1972 que Home Box Office (HBO) voit finalement le jour. La chaîne est également diffusée par satellite afin de permettre aux foyers non desservis par le câble de pouvoir s'y abonner. Elle sera l'une des premières chaînes non diffusées par voie hertzienne classique.
Au cours de son histoire, HBO a produit un certain nombre de séries qui ont connu un succès important, à l'image de Oz, Sex and the City, Les Soprano, Six Feet Under, Sur écoute, Veep ou encore Game of Thrones.
Après la diffusion de la septième saison de Game of Thrones, la chaîne a lancé une mini-série, The Game Revealed, qui revient sur les coulisses (interviews, anecdotes, images inédites, coulisse de production…) de la série.
En 2017, HBO a été la cible d'une cyberattaque qui a principalement visé la série phare de la chaîne, Game of Thrones. Les hackers ont mis en ligne deux épisodes des séries Ballers et Room 104.

## Les différentes chaînes
| - HBO : - HBO - HBO 2 - HBO Signature - HBO Family - HBO Comedy - HBO Zone - HBO Latino | - Cinemax : - Cinemax - MoreMax - ActionMax - ThrillerMax - 5*Max - WMax - OuterMax - @Max |

## Canada
HBO Canada a été lancé le 30 octobre 2008 en abonnement à The Movie Network (ou à Movie Central dans l'Ouest du Canada jusqu'en mars 2016), et n'est donc pas offert à l'unité. Avant ce lancement, la majorité des séries populaires de HBO se retrouvaient sur ces deux chaînes. Le reste de la programmation de HBO Canada est basée sur des films et documentaires produits par HBO au cours de son histoire.

## France
En France, le bouquet OCS se lie à HBO dès ses origines. Un accord assurant l'exclusivité de la première diffusion est signé en 2008 et renouvelé en 2013. Une des chaînes du bouquet est même renommée OCS City, génération HBO. Ces liens se renforcent encore en 2017 : OCS devient le diffuseur exclusif des contenus HBO en France. Ces contenus alimentent notamment la plateforme de vidéo à la demande OCS Go.
Le contrat entre OCS et HBO expire fin 2022. C'est Prime Video qui via un contrat de distribution portant sur le marché français va distribuer les contenus de HBO via une option payante à Prime Video : le "Pass Warner", qui sera lancé au mois de mars 2023. Pour symboliser l'accord, la série The Last of Us sera diffusée en France en J+1 sur Prime Video à partir du 16 janvier 2023. D'après Variety, le contrat entre Amazon et Warner Bros. Discovery est valable jusqu'à fin 2024.

## Programmation
La chaîne HBO axe sa programmation sur la diffusion de séries télévisées. En 2006, on a pu voir Big Love et Rome (le plus important budget pour une série télé ; 100 millions de dollars en coproduction avec la BBC) ainsi que des films sortis très récemment au cinéma.

### Séries télévisées

#### En cours de diffusion
- Larry et son nombril (Curb your Enthousiasm) (2000–2011, depuis le 1er octobre 2017[7])
- Random Acts of Flyness (en)[8] (sketches fin de soirée, depuis le 4 août 2018)[9]
- L'Amie prodigieuse (My Brilliant Friend) (coproduction avec RAI, depuis le 27 novembre 2018)
- Euphoria[10] (drame, inspiré de la série israëlienne, depuis le 16 juin 2019)[11]
- The Righteous Gemstones[12] (comédie, depuis le 18 août 2019)[13]
- Industry[14] (drame, depuis le 9 novembre 2020)[15]
- The White Lotus (comédie dramatique, depuis le 11 juillet 2021)[16]
- Somebody Somewhere[17] (comédie, dès le 16 janvier 2022)[18]
- The Gilded Age[19] (drame, dès le 24 janvier 2022)[20]
- The Rehearsal (depuis le 15 juillet 2022)
- House of the Dragon (drame, depuis le 21 août 2022)
- The Last of Us (drame, depuis le 15 janvier 2023)
- Le Sympathisant (The Sympathizer) (drame, depuis le 14 avril 2024)
- The Penguin (polar, depuis le 20 septembre 2024)

#### Séries à venir
- The Regime (à venir en 2024)
- Welcome to Derry (à venir en 2025)
- Harry Potter (à venir en 2026)
- Lanterns (à venir)

#### Terminées ou déprogrammées
- Angels in America (2003)
- Angry Boys (en) (2012)
- Animals (en)[21] (animation, 2016[22]–2018)
- Avenue 5[23] (espace, 2020–2022)[24]
- The Baby (en)[25] (comédie britannique, 2022)
- Ballers (comédie, 2015–2019)
- Frères d'armes (Band of Brothers) (2001)
- Barry[26] (comédie, 2018–2023)[27]
- Beartown (mini-série suédoise, 2021)[28]
- Betty[29] (spin-off du film Skate Kitchen, 2020–2021)[30]
- Big Little Lies (2017–2019)
- Big Love (2006–2011)
- Boardwalk Empire (drame, 2010–2014)
- Bored to Death (2009–2011)
- The Brink (comédie, 2015)
- Camping (en)[31] (comédie, 2018)[32]
- La Caravane de l'étrange (Carnivàle) (2003–2005)
- Catherine the Great (mini-série, 2019)
- Chernobyl (mini-série, 2019)
- Mon Comeback (The Comeback) (sitcom, 2005 ; 2014)
- The Corner (2000)
- Crashing (en)[33] (comédie, 2017–2019)[34]
- Deadwood (2004–2006)
- The Deuce[35] (drame, 2017–2019)[36]
- Divorce (comédie, 2016–2019)
- Doll & Em (2014–2015)
- Dream On (1990–1996)
- Kenny Powers (Eastbound And Down) (2009–2013)
- Enlightened (2011–2013)
- Entourage (2004–2011)
- Extras (2005–2007)
- Family Tree (en) (2013)
- Flight of the Conchords (2007–2009)
- Funny or Die Presents... (2010–2011)
- Game of Thrones / Le Trône de fer (Game of Thrones) (2011–2019)
- Generation Kill (2008)
- Gentleman Jack[37] (coproduction avec BBC, 2019–2022)[38]
- Getting On (en) (comédie, adaptée de la série britannique (en), 2013–2015)
- Girls (comédie, 2012–2017)
- Hello Ladies (2013)
- Here and Now (dramédie, 2018)
- High Maintenance (comédie, 2016–2020)
- À la croisée des mondes (His Dark Materials)[39] (coproduction avec la BBC, 2019–2022)[40]
- How to Make It in America (2010–2011)
- Hung (2009–2011)
- The Idol (2023)
- I Know This Much Is True[41],[42] (2020)
- I May Destroy You[43] (coproduction britannique avec BBC, 2020)[44]
- Insecure (comédie, 2016–2019)
- En analyse (In Treatment) (2008–2010, 2021)[45]
- Irma Vep (2022)
- John Adams (2008)
- John from Cincinnati (2007)
- Landscapers (en) (mini-série, 2021)[46]
- The Larry Sanders Show (1992–1998)
- The Leftovers (2014–2017)
- Le Monde selon Tim (The Life and Times of Tim) (2008–2012)
- Life's Too Short (2012–2013)
- Looking (2014–2016)
- Los Espookys[47] (comédie en espagnol, 2019–2022)[48]
- Lovecraft Country[49] (dramatique, 2020)[50]
- Luck (2011)
- Mare of Easttown[51] (mini-série, 2021)[52]
- Mildred Pierce (2011)
- Mosaic (janvier 2018)
- Mrs. Fletcher (comédie, 2019)
- The Nevers[53] (sci-fi, 2021[54], puis sur Tubi)
- The New Pope[55] (coproduction avec Canal+ et Sky, 2020)[56]
- The Newsroom (2012–2014)
- The Night Of (mini-série, 2016)
- Our Boys (guerre, 2019)
- The Outsider[57] (inspiré du roman L'Outsider de Stephen King, 2020)[58]
- Oz (1997–2003)
- The Pacific (2010)
- Parade's End (mini-série, 2013)
- Perry Mason[59] (2020–2023)[60]
- The Plot Against America (mini-série, 2020)
- The Ricky Gervais Show (en) (2010–2012)
- Rome (2005–2007)
- Room 104 (anthologie, 2017–2020)
- Run (2020)
- Sally4Ever (coproduction britannique, 2018)[61]
- Scènes de la vie conjugale (Scenes from a Marriage)[62] (mini-série adaptée du film Scènes de la vie conjugale, 2021)[63]
- Sex and the City (1998–2004)
- Sharp Objects (2018)
- Show Me a Hero (mini-série, 2015)
- Silicon Valley (comédie, 2014–2019)
- Six Feet Under (2001–2005)
- Les Soprano (The Sopranos) (1999–2007)
- Succession[64] (drame, 2018–2023)[65]
- Les Contes de la crypte (Tales from the Crypt) (1989–1996)
- Tell Me You Love Me (2007)
- The Third Day (mini-série britannique, 2020)
- The Time Traveler's Wife[66] (drame, 2022)
- Togetherness (comédie, 2015–2016)
- Treme (2010–2013)
- True Blood (2008–2014)
- True Detective (drame, 2014-2018)
- The Undoing[67] (2020)[68]
- Veep (comédie, 2012–2019)
- Vice Principals (comédie, 2016–2017)
- Vinyl (2016)
- Watchmen (superhéros, 2019)
- We Are Who We Are[69] (drame, 2020)[70]
- We Own This City (2022)
- Westworld (drame, 2016-2022)
- White House Plumbers (en) (2023)
- Winning Time: The Rise of the Lakers Dynasty (en)[71] (sportif, 2022–2023)[72]
- Sur écoute (The Wire) (2002–2008)
- Years and Years (mini-série, 2019)
- The Young Pope (2017)

### Sports, téléréalité et talk-shows
- HBO World Championship Boxing (en) (depuis 1973)
- Real Sports with Bryant Gumbel (en) (depuis 1995)
- Boxing After Dark (en) (depuis 1996)
- Hard Knocks (depuis 2001)
- Real Time with Bill Maher (talk show, depuis 2003)
- 24/7 (depuis 2007)
- Vice (magazine, depuis 2013)
- Last Week Tonight with John Oliver (talk show, depuis 2014)

### Documentaires
- Down and Out in America, documentaire de Lee Grant ayant reçu l'Oscar du meilleur film documentaire en 1987

### Films, téléfilms et mini-séries
- Paterno (7 avril 2018)[73]
- Fahrenheit 451 (19 mai 2018)[74]

## Polémiques
En 2016, HBO porte plainte contre une fillette autiste de 13 ans. Celle-ci a mis en ligne, sur le site Redbubble, un de ses dessins portant la mention Winter is coming. HBO demande donc au site de faire disparaitre l'image, car la chaine a déposé la marque "winter is coming". La chaine a refusé de faire le moindre commentaire sur l'affaire,. La notification reçue est en réalité une action préventive de Redbubble d'empêcher la vente de produits sous copyright.

## Galerie d'images

HBO présente les films en première diffusion ainsi que les séries.
HBO 2 présente des téléfilms ainsi que des films et séries. Elle s'est appelée HBO Plus de 1998 à 2001.
HBO est implantée au Canada, sous le nom de HBO Canada.